# Baumgarten (Alemanha)
Baumgarten é um município da Alemanha, situado no distrito de Rostock, no estado de Mecklemburgo-Pomerânia Ocidental. Tem 38,80 km² de área, e sua população em 2019 foi estimada em 785 habitantes.